# スギタニルリシジミ
スギタニルリシジミ（学名：Celastrina sugitanii）は、チョウ目シジミチョウ科に分類されるチョウの1種。

## 概要
草地をちらちら飛んでいる灰色のチョウ、という印象が強いシジミチョウ科の“ブルー”であるが、本種だけはその中で目立たないながらもかなりの人気と魅力を持っている。春4、5月のみの発生。
食樹はトチノキ科のトチノキ（ただし、近縁種の多くと同じく、葉ではなく｢花｣を食べる）。近縁種ルリシジミより色が濃く、食樹の制約からやや山地性である。年1化のみで、蛹で越冬する。
成虫はオオイヌノフグリ、カタクリなどの花に訪れる。数匹が鳥糞に群がってミネラルを補給する姿もしばしば見られる。

## 種の保全状況評価
日本の以下の都道府県で、レッドリストの指定を受けている。

### スギタニルリシジミ本州亜種
- 危急種（VU） - 宮城県、愛知県
- 準絶滅危惧（NT） - 茨城県、群馬県、鳥取県、島根県
- その他 - 兵庫県、岡山県

### スギタニルリシジミ九州亜種
- 絶滅寸前または絶滅危惧種（絶滅危惧I類、CRまたはEN） - 福岡県
- 絶滅危惧種（EN） - 長崎県
- 危急種（VU） - 佐賀県
- 準絶滅危惧（NT） - 大分県、宮崎県、鹿児島県